# Червона Поляна (Чутівський район)
Червона Поляна — колишнє село в Україні.
Підпорядковувалося Вільхуватській сільській раді Чутівського району Полтавської області. 
На 3-версній карті 1869 року, зміненій у 1875-1878 рр., на місці села позначено колодязь. Село виникло у 1920-х роках. Село було розташоване за 0,5 км на південний захід від села Левенцівка. 
12 грудня 1999 року рішенням Полтавської обласної ради село виключене з облікових даних.